# Трофимовский I
Трофи́мовский I — железнодорожная станция Приволжской железной дороги, входящая в Саратовский железнодорожный узел.
До революции станция располагалась в дачной местности, ныне в черте Саратова. От станции отходят на север пути Волжской рокады.
В 2008 году производилась реконструкция станции, на неё было затрачено 260 млн рублей.